# Локални избори у Србији 2018.
Мали број градова и општина у Србији је одржао локалне изборе 2018. Ови избори нису били део редовног циклуса локалних избора у земљи, већ су се одржали у одређеним јурисдикцијама где је или локална власт пала или су последњи локални избори за четворогодишње мандате одржани 2014.
Сви локални избори у Србији 2018. године одржани су по пропорционалном изборном систему. Градоначелници нису били директно бирани, већ су их бирали изабрани чланови локалних скупштина. Странке су морале да пређу изборни цензус од пет процената (свих гласова, не само важећих гласова), иако је овај захтев био изузет за странке које представљају националне мањинске заједнице.

## Резултати

### Београд

#### Град Београд
Види: Избори за одборнике Скупштине града Београда 2018.

### Војводина

#### Кула
Избори у Кули су одржани 16. децембра 2018. године. Градоначелник општине Велибор Милојичић поднео је оставку у септембру 2018. године, када је именован за вођу привремене администрације.
| Странка                   | Странка                                                                                    | Гласови | %      | Мандати |
| ------------------------- | ------------------------------------------------------------------------------------------ | ------- | ------ | ------- |
|                           | Александар Вучић–Зато што волимо Кулу (Српска напредна странка, Савез војвођанских Мађара) | 10,629  | 61.78  | 26      |
|                           | Социјалистичка партија Србије–Ивица Дачић                                                  | 2,008   | 11.67  | 5       |
|                           | Група грађана: Критична маса                                                               | 1,631   | 9.48   | 4       |
|                           | Покрет обнове Краљевине Србије–Марко Кошутић                                               | 1,202   | 6.99   | 2       |
|                           | Покрет социјалиста–Александар Вулин                                                        | 692     | 4.02   | –       |
|                           | Руска странка–Душан Хајдуковић–Кекини принципи                                             | 388     | 2.26   | –       |
|                           | Партија уједињених пензионера Србије–Милан Кркобабић–И Кула је Србија                      | 359     | 2.09   | –       |
|                           | Српска радикална странка–др. Војислав Шешељ                                                | 296     | 1.72   | –       |
| Укупно                    | Укупно                                                                                     | 17,205  | 100.00 | 37      |
|                           |                                                                                            |         |        |         |
| Важећих гласова           | Важећих гласова                                                                            | 17,205  | 96.34  |         |
| Неважећих/празних гласова | Неважећих/празних гласова                                                                  | 654     | 3.66   |         |
| Укупно гласова            | Укупно гласова                                                                             | 17,859  | 100.00 |         |
| Регистрованих гласача     | Регистрованих гласача                                                                      | 35,920  | 49.72  |         |
| извор:                    |                                                                                            |         |        |         |

Дамјан Миљанић из Српске напредне странке је именован за градоначелника након избора. Поднео је оставку у јануару 2022. године како би ускладио заказане локалне изборе са општим изборима 2022. године и именован је за вођу привремене власти.

### Шумадија и Западна Србија

#### Аранђеловац
Избори у Аранђеловцу су одржани 5. марта 2018. године, због истека мандата претходних скупштинских избора из 2014.
| Странка                   | Странка | Гласови | %      | Мандати |
| ------------------------- | --- | ------- | ------ | ------- |
|                           | Александар Вучић–Зато што волимо Аранђеловац–Српска напредна странка                                                                             | 11,901  | 58.78  | 26      |
|                           | Народ за бољи Аранђеловац–Драган Јовановић (Српска радикална странка–др. Војислав Шешељ, Народни слободарски покрет, Боља Србија)                | 2,684   | 13.26  | 6       |
|                           | Ивица Дачић–Социјалистичка партија Србије–Јединствена Србија–Драган Марковић Палма                                                               | 2,486   | 12.28  | 5       |
|                           | Група грађана: др. Радосав Шабић–Прави пут | 1,120   | 5.53   | 2       |
|                           | Заједно до победе–Демократска странка, Либерално-демократска партија, Народна странка, Нова странка, Социјалдемократска странка–Слободан Јаредић | 1,080   | 5.33   | 2       |
|                           | Група грађана: Изабери Аранђеловац | 974     | 4.81   | –       |
| Укупно                    | Укупно | 20,245  | 100.00 | 41      |
|                           | |         |        |         |
| Важећих гласова           | Важећих гласова | 20,245  | 96.75  |         |
| Неважећих/празних гласова | Неважећих/празних гласова | 681     | 3.25   |         |
| Укупно гласова            | Укупно гласова | 20,926  | 100.00 |         |
| Регистрованих гласача     | Регистрованих гласача | 37,715  | 55.48  |         |
| извор:                    | |         |        |         |

Актуелни градоначелник Бојан Радовић из Српске напредне странке потврђен је за још један мандат након избора.

#### Лучани
Избори у Лучанима су одржани 16. децембра 2018. године, због истека мандата претходне скупштине изабране 2014. Неколико опозиционих странака које су одлучиле да бојкотују друге локалне изборе одржане крајем 2018. године ипак су учествовале на гласању у Лучанима.
| Странка                   | Странка | Гласови | %      | Мандати |
| ------------------------- | --- | ------- | ------ | ------- |
|                           | Александар Вучић–Зато што волимо Лучане и Драгачево (Српска напредна странка, Српска народна партија)                                                                        | 7,852   | 68.37  | 27      |
|                           | Савез за Србију–Савез за Драгачево–Милан Радичевић–Двери–Демократска странка–Народна странка–Заједно за Србију–Здрава Србија–Левица Србије–Покрет за преокрет–Слога–Отаџбина | 1,137   | 9.90   | 4       |
|                           | Група грађана: Један тим–Ивица Вукићевић | 826     | 7.19   | 2       |
|                           | Ивица Дачић–Социјалистичка партија Србије–Боља Србија | 668     | 5.82   | 2       |
|                           | Покрет обнове Краљевине Србије–Драган Јовичић | 348     | 3.03   | –       |
|                           | Јединствена Србија–Драган Марковић Палма | 276     | 2.40   | –       |
|                           | Др. Војислав Шешељ–Српска радикална странка | 206     | 1.79   | –       |
|                           | Милан Кркобабић–Партија уједињених пензионера Србије–И Лучани су Србија | 171     | 1.49   | –       |
| Укупно                    | Укупно | 11,484  | 100.00 | 35      |
|                           | |         |        |         |
| Важећих гласова           | Важећих гласова | 11,484  | 97.87  |         |
| Неважећих/празних гласова | Неважећих/празних гласова | 250     | 2.13   |         |
| Укупно гласова            | Укупно гласова | 11,734  | 100.00 |         |
| Регистрованих гласача     | Регистрованих гласача | 16,473  | 71.23  |         |
| извор:                    | |         |        |         |

Миливоје Доловић из Српске напредне странке изабран је за градоначелника у јануару 2019. године. Поднео је оставку у јануару 2022. године, како би ускладио распоред општине за локалне изборе са општим изборима 2022. и именован је за вођу привремене администрације.

#### Ужице: Севојно
Избори за Скупштину општине Севојно (у граду Ужице) одржани су 3. априла 2018. године, због истека мандата претходне скупштине изабране 2014.
| Странка                   | Странка | Гласови | %      | Мандати |
| ------------------------- | --- | ------- | ------ | ------- |
|                           | Александар Вучић—Зато што волимо Севојно–Ивица Дачић–Социјалистичка партија Србије–Партија уједињених пензионера Србије–Српска народна партија | 2,368   | 63.66  | 10      |
|                           | Уједињени побеђујемо, За Севојно, За Србију | 1,115   | 29.97  | 5       |
|                           | Др. Војислав Шешељ–Српска радикална странка | 131     | 3.52   | –       |
|                           | Српски покрет Двери | 106     | 2.85   | –       |
| Укупно                    | Укупно | 3,720   | 100.00 | 15      |
|                           | |         |        |         |
| Важећих гласова           | Важећих гласова | 3,720   | 97.64  |         |
| Неважећих/празних гласова | Неважећих/празних гласова | 90      | 2.36   |         |
| Укупно гласова            | Укупно гласова | 3,810   | 100.00 |         |
| Регистрованих гласача     | Регистрованих гласача | 5,881   | 64.78  |         |
| извор:                    | |         |        |         |

Иван Марић из Српске напредне странке изабран је за градоначелника након избора.

### Јужна и источна Србија

#### Дољевац
Дољевац је имао општинске изборе одржане 16. децембра 2018. године. Гласање је подстакло оставку градоначелника општине, Горана Љубића из Српске напредне странке, уз образложење да се противи сталним критикама Ненада Стојиљковића (Двери), јединог опозиционог посланика у скупштини између 2016. и 2018. године, и да жели да тестира расположење бирачког тела. Изборе су бојкотовале опозиционе странке, а неки су их критиковали као губљење новца. Љубић је био вођа Дољевчеве привремене владе 2018–19, пре него што је успостављена нова администрација.
Резултати избора су били следећи:
| Странка                   | Странка                                                                                               | Гласови | %      | Мандати |
| ------------------------- | --- | ------- | ------ | ------- |
|                           | Александар Вучић–Зато што волимо Дољевац (Српска напредна странка, Социјалдемократска партија Србије) | 9,149   | 85.20  | 33      |
|                           | Група грађана: Савез за демократски Дољевац                                                           | 41      | 0.38   | –       |
|                           | Др. Војислав Шешељ–Српска радикална странка                                                           | 139     | 1.29   | –       |
|                           | Ивица Дачић–Социјалистичка партија Србије                                                             | 605     | 5.63   | 2       |
|                           | Милан Кркобабић–Партија уједињених пензионера Србије–И Дољевац је Србија                              | 122     | 1.14   | –       |
|                           | Јединствена Србија–Драган Марковић Палма                                                              | 682     | 6.35   | 2       |
| Укупно                    | Укупно                                                                                                | 10,738  | 100.00 | 37      |
|                           | |         |        |         |
| Важећих гласова           | Важећих гласова                                                                                       | 10,738  | 97.90  |         |
| Неважећих/празних гласова | Неважећих/празних гласова                                                                             | 230     | 2.10   |         |
| Укупно гласова            | Укупно гласова                                                                                        | 10,968  | 100.00 |         |
| Регистрованих гласача     | Регистрованих гласача                                                                                 | 14,714  | 74.54  |         |
| извор:                    | |         |        |         |

Горан Љубић је потврђен за нови мандат градоначелника када је скупштина сазвана у јануару 2019. године. Поднео је оставку у јануару 2022. године како би ускладио локалне изборе са општим изборима 2022. и именован је за вођу привремене администрације.

#### Смедеревска Паланка
Локална скупштина Смедеревске Паланке распуштена је у новембру 2017. године због тога што се није састала у законски одређеном року. Никола Вучен из Српске напредне странке именован је за лидера привремене власти до нових избора, који су одржани 25. марта 2018. године.
Резултати избора су били следећи:
| Странка                   | Странка | Гласови | %      | Мандати |
| ------------------------- | --- | ------- | ------ | ------- |
|                           | Александар Вучић–Зато што волимо Смедеревску Паланку–Српска напредна странка                                                           | 15,737  | 69.60  | 37      |
|                           | Паланка у срцу–др. Никола Грујић–Радослав Милојичић Кена (Демократска странка, Нова странка, Демократска странка Србије)               | 2,303   | 10.19  | 5       |
|                           | Ивица Дачић–Социјалистичка партија Србије–Јединствена Србија–Драган Марковић Палма                                                     | 1,722   | 7.62   | 4       |
|                           | Народна странка, Вук Јеремић | 1,287   | 5.69   | 3       |
|                           | Двери–Нова Србија–Милош Поповић | 796     | 3.52   | –       |
|                           | Савез за јаку Паланку–Душица Савић–Јака Србија–Мост                                                                                    | 413     | 1.83   | –       |
|                           | Дајем реч–Српска радикална странка–др. Војислав Шешељ, Покрет снага Србије–Драгомир Карић, Народни слободарски покрет–Мирослав Паровић | 353     | 1.56   | –       |
| Укупно                    | Укупно | 22,611  | 100.00 | 49      |
|                           | |         |        |         |
| Важећих гласова           | Важећих гласова | 22,611  | 95.41  |         |
| Неважећих/празних гласова | Неважећих/празних гласова | 1,087   | 4.59   |         |
| Укупно гласова            | Укупно гласова | 23,698  | 100.00 |         |
| Регистрованих гласача     | Регистрованих гласача | 41,937  | 56.51  |         |
| извор:                    | |         |        |         |

Никола Вучен је потврђен за градоначелника након избора.
Будући посланик Ненад Милојичић изабран је са водеће позиције на листи Народне странке.